# 花田八喜
《花田八喜》是香港著名粵劇劇作家唐滌生的粵劇劇本，改編自京劇傳統劇目《花田錯》。《花田八喜》是仙鳳鳴劇團的第三屆劇目，在1957年1月首演。此劇與《蝶影紅梨記》同為仙鳳鳴劇團的第三屆劇目。

## 劇情
員外劉德明年屆古稀，有一子名嘉齡及一女名月英。劉員外求婿心切，適逢花田盛會，美而慧黠的婢女春蘭，陪小姐月英往花田遊春，藉以暗中為小姐物色才郎。
湘陽才子卞磯，落拓江湖，於客店前賣字畫，以籌上京赴考之盤川。月英與春蘭於花田渡仙橋畔，巧遇卞磯。月英藉寫扇為題，與卞磯一見鍾情。春蘭臨行之時，囑咐卞磯於橋畔等待，打算命人送來紅鸞帖，請卞生入劉府談婚事。
然而，月英與春蘭走後，店主強牽卞磯離開往客人家寫壽屏。剛巧，相貌醜陋及生性魯莽的小霸王周通前來找卞磯，並坐於卞賣字的檔前等候。陰差陽錯下，劉府傻僕錯把紅鸞帖送與周通，並帶周到劉作姑爺。劉員外以錯送喜帖，欲打發周通離開。但周通反顏大怒，責員外悔婚，更恐嚇稱兩日內不送女兒過門，即行到劉府搶親。劉員外素知周通暴戾，一家束手無策。
月英悲痛欲絕，春蘭獻計私往花田找卞磯，邀卞磯男扮女裝混入劉府，與月英共謀脫身之計。卞磯扮成女裝與月英在牡丹亭相會時，適逢周通前來搶親，周通竟誤以卞磯為月英而將他搶走，並帶走春蘭作陪嫁丫環。
周通搶得卞磯後，連夜拜堂行禮，卞磯於春蘭百思不得脱身之時，忽有官差到來，奉帶周通回湘江縣衙以調查一宗劫案。周通無奈連夜到官衙，並命妹玉樓同房陪伴卞磯，待回來方成禮。
月英之弟嘉齡不值周通所為，連夜帶同家丁到周府搶回卞磯及春蘭，卻搶錯玉樓以為是卞磯，原來春蘭與卞磯已經匿藏別處。之後卞磯乘機溜走，上京赴試。
數月後，周通從湘江回來，到劉府大興問罪並索回月英，赫然發現其妹玉樓已是嘉齡之妻，遂大發雷霆。其時卞磯亦高中回來，卞磯戲弄及斥責周通一番，最後卞磯與月英有情人終成眷屬。

## 場目
1. 第一場：〈花田盛會〉
2. 第二場：〈請錯姑爺〉
3. 第三場：〈棧會做鞋〉
4. 第四場：〈亭會搶親〉
5. 第五場：〈拜堂搶錯〉
6. 第六場：〈鬧府團圓〉

## 演員
1957年粵劇《花田八喜》首演時的開山演員：
| 演員   | 角色   | 簡介                                         |
| 任劍輝 | 卞磯   | 賣字之書生，家住湘陽                         |
| 白雪仙 | 春蘭   | 美而慧黠的婢女，喜當冰人                     |
| 任冰兒 | 劉月英 | 員外劉德明之女                               |
| 梁醒波 | 周通   | 外號小霸王，相貌醜陋及生性魯莽，淑女聞風遠避 |
| 靚次伯 | 劉德明 | 劉員外                                       |
| 蘇少棠 | 劉嘉齡 | 員外劉德明之子                               |
| 英麗梨 | 周玉樓 | 周通之妹                                     |
| 朱少坡 | 懵六   | 劉府傻僕，錯把紅鸞帖送與周通                 |
| 歐偉泉 | 李忠   |                                              |
| 陳鐵善 | 劉夫人 | 劉員外之妻                                   |
| 袁立祥 | 周夫人 | 周通之母                                     |
| 尹靈光 | 朱同   | 衙差                                         |
| 鐵甘羅 | 雷橫   | 衙差                                         |